# مايكل سكوت (أبل)
مايكل سكوت (بالإنجليزية: Michael Scott)‏ ولد عام 1943 وهو منظم أمريكي، وهو كان أول رئيس تنفيدى لشركة أبل من فبراير 1977 حتى 1981.